# Жерар Морено Балаґеро
Жерар Морено Балаґеро (ісп. Gerard Moreno Balagueró, нар. 7 квітня 1992, Санта-Парпетуа-да-Мугоза,  Іспанія) — іспанський футболіст, нападник «Вільярреала» і національної збірної Іспанії. Кращий бомбардир «Вільярреала» в історії.

## Клубна кар'єра
Народився 7 квітня 1992 року в місті Санта-Парпетуа-да-Мугоза. Вихованець юнацьких команд футбольних клубів «Дамм», «Еспаньйол» і «Бадалона».
У дорослому футболі дебютував 2010 року виступами за команду «Вільярреал С», у четвертому іспанському дивізіоні. Згодом два роки грав за другу команду клубу, а 2012 року дебютував в іграх за основну команду «Вільярреала». Сезон 2013/14 провів в оренді у «Мальорці».
13 серпня 2015 року уклав угоду з «Еспаньйолом». Відіграв за барселонський клуб наступні три сезони своєї ігрової кар'єри. Більшість часу, проведеного у складі «Еспаньйола», був основним гравцем атакувальної ланки команди. У складі «Еспаньйола» був одним з головних бомбардирів команди, маючи середню результативність на рівні 0,34 гола за гру першості.
Влітку 2018 повернувся до «Вільярреала».

## Виступи за збірну
2019 року дебютував в офіційних матчах у складі національної збірної Іспанії.

## Статистика виступів

### Статистика клубних виступів
Станом на 16 травня 2021
| Сезон                    | Команда                  | Чемпіонат                | Чемпіонат | Чемпіонат | Національний кубок | Національний кубок | Національний кубок | Континентальні кубки | Континентальні кубки | Континентальні кубки | Інші змагання | Інші змагання | Інші змагання | Усього | Усього |
| Сезон                    | Команда                  | Ліга                     | Ігор      | Голів     | Ліга               | Ігор               | Голів              | Ліга                 | Ігор                 | Голів                | Ліга          | Ігор          | Голів         | Ігор   | Голів  |
| ------------------------ | ------------------------ | ------------------------ | --------- | --------- | ------------------ | ------------------ | ------------------ | -------------------- | -------------------- | -------------------- | ------------- | ------------- | ------------- | ------ | ------ |
| 2010–11                  | «Вільярреал C»           | ТД                       | 39        | 34        | -                  | -                  | -                  | -                    | -                    | -                    | -             | -             | -             | 39     | 34     |
| 2011–12                  | «Вільярреал Б»           | СДБ                      | 26        | 13        | -                  | -                  | -                  | -                    | -                    | -                    | -             | -             | -             | 26     | 13     |
| 2012–13                  | «Вільярреал Б»           | СДБ                      | 3         | 0         | -                  | -                  | -                  | -                    | -                    | -                    | -             | -             | -             | 3      | 0      |
| Усього за «Вільярреал Б» | Усього за «Вільярреал Б» | Усього за «Вільярреал Б» | 29        | 13        |                    | -                  | -                  |                      | -                    | -                    |               | -             | -             | 29     | 13     |
| 2012–13                  | «Вільярреал»             | СД                       | 14        | 3         | КІ                 | 0                  | 0                  | -                    | -                    | -                    | -             | -             | -             | 14     | 3      |
| 2013–14                  | «Мальорка»               | СД                       | 31        | 11        | КІ                 | 1                  | 1                  | -                    | -                    | -                    | -             | -             | -             | 32     | 12     |
| 2014–15                  | «Вільярреал»             | ПД                       | 26        | 7         | КІ                 | 6                  | 5                  | ЛЄ                   | 7                    | 4                    | -             | -             | -             | 39     | 16     |
| 2015–16                  | «Еспаньйол»              | ПД                       | 32        | 7         | КІ                 | 4                  | 0                  | -                    | -                    | -                    | -             | -             | -             | 36     | 7      |
| 2016–17                  | «Еспаньйол»              | ПД                       | 37        | 13        | КІ                 | 1                  | 0                  | -                    | -                    | -                    | -             | -             | -             | 38     | 13     |
| 2017–18                  | «Еспаньйол»              | ПД                       | 38        | 16        | КІ                 | 6                  | 3                  | -                    | -                    | -                    | -             | -             | -             | 44     | 19     |
| Усього за «Еспаньйол»    | Усього за «Еспаньйол»    | Усього за «Еспаньйол»    | 110       | 36        |                    | 11                 | 3                  |                      | -                    | -                    |               | -             | -             | 118    | 39     |
| 2018–19                  | «Вільярреал»             | ПД                       | 35        | 8         | КІ                 | 3                  | 1                  | ЛЄ                   | 11                   | 4                    | -             | -             | -             | 49     | 13     |
| 2019–20                  | «Вільярреал»             | ПД                       | 35        | 18        | КІ                 | 2                  | 2                  | -                    | -                    | -                    | -             | -             | -             | 37     | 20     |
| 2020–21                  | «Вільярреал»             | ПД                       | 32        | 23        | КІ                 | 1                  | 0                  | ЛЄ                   | 11                   | 6                    | -             | -             | -             | 44     | 29     |
| Усього за «Вільярреал»   | Усього за «Вільярреал»   | Усього за «Вільярреал»   | 124       | 66        |                    | 12                 | 8                  |                      | 29                   | 14                   |               | -             | -             | 168    | 78     |
| Усього за кар'єру        | Усього за кар'єру        | Усього за кар'єру        | 348       | 153       |                    | 24                 | 12                 |                      | 29                   | 14                   |               | -             | -             | 401    | 179    |

### Статистика виступів за збірну
Станом на 16 травня 2021
| Дата       | Місто     | Господарі  | Результат | Гості     | Турнір                               | Голи | Примітки |
| ---------- | --------- | ---------- | --------- | --------- | ------------------------------------ | ---- | -------- |
| 15-10-2019 | Стокгольм | Швеція     | 1 – 1     | Іспанія   | Відбір до ЧЄ 2020                    | -    |          |
| 15-11-2019 | Кадіс     | Іспанія    | 7 – 0     | Мальта    | Відбір до ЧЄ 2020                    | 1    |          |
| 18-11-2019 | Мадрид    | Іспанія    | 5 – 0     | Румунія   | Відбір до ЧЄ 2020                    | 2    | 57'      |
| 6-9-2020   | Мадрид    | Іспанія    | 4 – 0     | Україна   | Ліга націй УЄФА 2020-2021 - 1-й етап | -    | 74'      |
| 7-10-2020  | Лісабон   | Португалія | 0 – 0     | Іспанія   | товариський матч                     | -    |          |
| 10-10-2020 | Мадрид    | Іспанія    | 1 – 0     | Швейцарія | Ліга націй УЄФА 2020-2021 - 1-й етап | -    | 73'      |
| 11-11-2020 | Амстердам | Нідерланди | 1 – 1     | Іспанія   | товариський матч                     | -    | 61'      |
| 14-11-2020 | Базель    | Швейцарія  | 1 – 1     | Іспанія   | Ліга націй УЄФА 2020-2021 - 1-й етап | 1    | 80'      |
| 17-11-2020 | Севілья   | Іспанія    | 6 – 0     | Німеччина | Ліга націй УЄФА 2020-2021 - 1-й етап | -    | 73'      |
| 31-3-2021  | Севілья   | Іспанія    | 3 – 1     | Косово    | Відбір до ЧС 2022                    | 1    | 68'      |
| Усього     |           | Матчів     | 10        |           | Голів                                | 5    |          |

## Титули і досягнення
- Трофей Сарри (найкращий бомбардир Ла-Ліги серед іспанців) (2):

2019-2020 (18 голів), 2020-2021 (23 голи)
Найкращий бомбардир розіграшу Ліги Європи: 2020—2021 (7 м'ячів, разом із Піцці, Язиджи, Борха)
«Вільярреал»
- Володар Ліги Європи УЄФА: 2020-21